# Yei
Yei is een stad in Central Equatoria in Zuid-Soedan. Yei ligt ruwweg zo'n 50 kilometer van de grens met de Democratische Republiek Congo per weg en hemelsbreed 30 kilometer. Ook ligt Yei met enkele tientallen kilometers op de grens met Oeganda en 135 kilometer met de hoofdstad Juba.
Yei is ook bekend om zijn luchthaven.